# Zhang Yimou
Zhang Yimou (张艺谋) (født 14. november 1950) er en filmfotograf og en af Kinas mest kendte filminstruktører. Han tilhører den såkaldte "femte generations instruktører". Han spillefilmsdebuterede som instruktør med filmen Red Sorghum i 1987. Herhjemme er han bedst kendt for at have instrueret kampsportsfilmen Hero med actionstjernen Jet Li i hovedrollen.

## Filmografi

### Instruktør
- Red Sorghum (红高粱 1987)
- Codename Cougar (代号美洲豹 1989)
- Ju Dou (菊豆 1991)
- Raise the Red Lantern (大红灯笼高高挂 1992)
- The Story of Qiu Ju (秋菊打官司 1992)
- To Live (活着 1994)
- Shanghai Triad (摇啊摇，摇到外婆桥 1995)
- Lumière and Company (1995) – segment of a short film anthology
- Keep Cool (有话好好说 1997)
- Not One Less (一个都不能少 1999)
- The Road Home (我的父亲母亲 1999)
- Happy Times (幸福时光 2000)
- Hero (英雄 2002)
- House of Flying Daggers (十面埋伏 2004)
- Riding Alone for Thousands of Miles (千里走单骑 2005)
- Curse of the Golden Flower (满城尽带黄金甲 2006)

### Cinematografi
- One and Eight (一個和八個 1982)
- Yellow Earth (黃土地 1984)
- Old Well (老井 1986)
- The Big Parade (大阅兵 1986)

### Skuespiller
- Old Well (老井 1986)- Shun Wangquan
- Red Sorghum (红高粱 1987)
- Fight and Love with a Terracotta Warrior (古今大战秦俑情 1989) – Tian Fong
- Keep Cool (有话好好说 1997) – Junk Peddler